# Schoteltheorie
De schoteltheorie is een theorie die de efficiëntie van een kolom bij chromatografie, een analyse-techniek in de scheikunde, bepaalt.
Omdat chromatografie een dynamisch proces is, waarbij er constant migratie is van de analyt tussen de mobiele en stationaire fase, is het lastig de nauwkeurigheid te bepalen. Toch moet er iets gezegd kunnen worden over de efficiëntie van deze techniek. Hiervoor is de schoteltheorie ontwikkeld.
De schoteltheorie stelt namelijk dat de kolom is verdeeld in een aantal theoretische schotels. In elke schotel heerst op een bepaald moment een evenwicht van de analiet in de mobiele en stationaire fase en daardoor is de hele kolom in evenwicht. Het volgende moment schuift de mobiele fase, inclusief analiet, door naar de volgende schotel, waardoor zich een nieuw evenwicht instelt. Het dynamische proces wordt zo ingedeeld in statische momenten, hetgeen te vergelijken is met een strip.
De theorie kan gebruikt worden om de efficiëntie van verschillende kolommen te bepalen, zoals bijvoorbeeld van een gaschromatograaf, van een HPLC of van een SPE.

## Geschiedenis
Archer John Porter Martin en Richard Laurence Millington Synge hebben in 1941 voor het eerst de schoteltheorie opgesteld. Dit hebben ze gedaan door scheiding met een gaschromatograaf te vergelijken met de destillatie van olie. In 1952 hebben Martin en Synge voor het opstellen van deze theorie de Nobelprijs voor de Scheikunde gewonnen.

## Toepassingen

### Schotelgetal

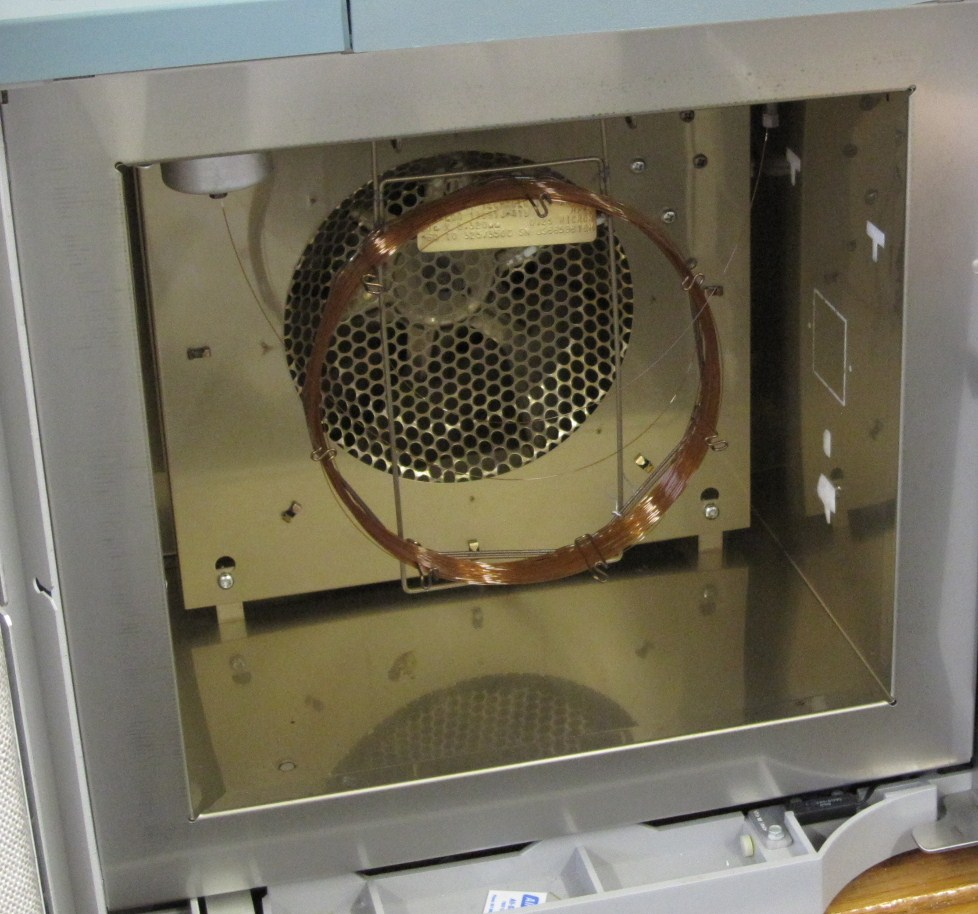
De kolom van een gaschromatograaf

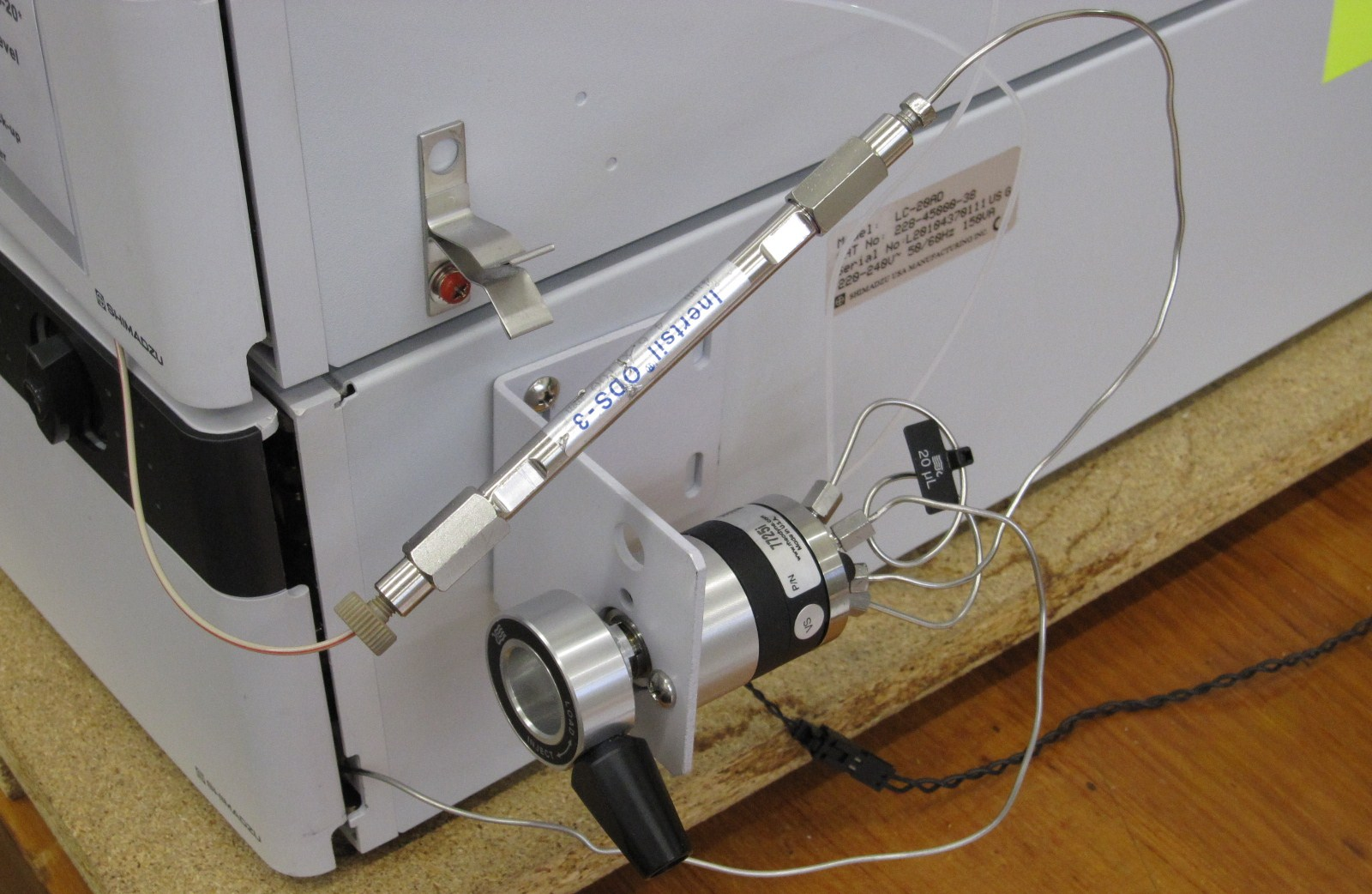
De kolom van een HPLC

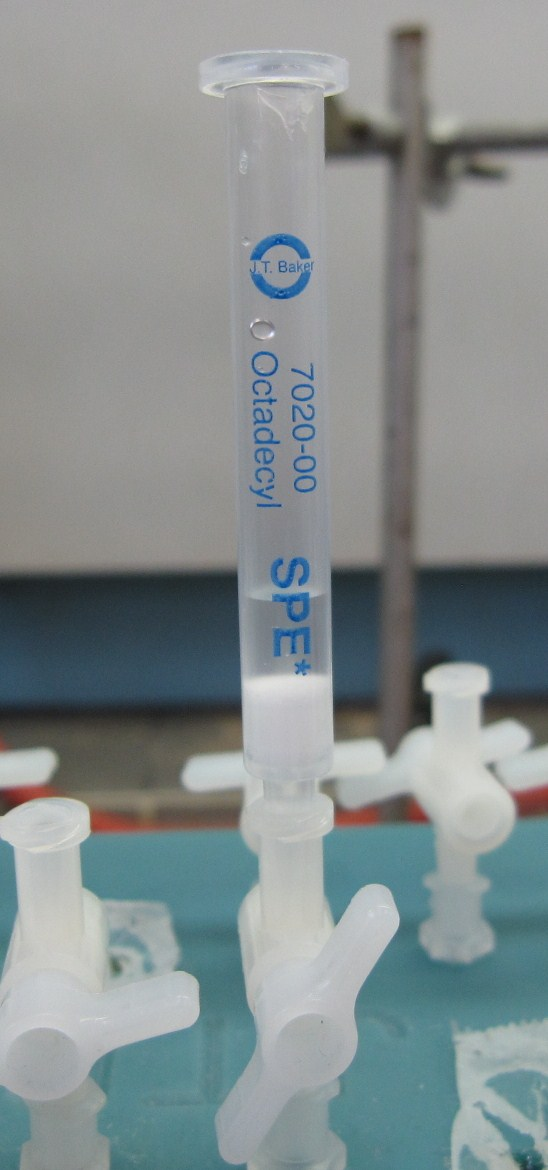
De kolom van een SPE

De schoteltheorie stelt dat er een bepaald aantal theoretische schotels bestaat, waarin een evenwicht heerst. De analyt in de mobiele fase wordt steeds getransporteerd naar de volgende schotel, waar zich een nieuw evenwicht instelt tussen de mobiele en stationaire fase. Het aantal schotels in een kolom is het schotelgetal, N. Het schotelgetal kan berekend worden uit de retentietijd, tr, en de breedte van de piek op halve hoogte, W1/2.
{\displaystyle N=5,54\cdot ({\frac {t_{r}}{W_{1/2}}})^{2}}
| Voorbeeld        | Voorbeeld   | Voorbeeld        |
| ---------------- | ----------- | ---------------- |
| Techniek         | Kolomlengte | Schotelgetal     |
| Gaschromatograaf | ± 25 m.     | 25.000 – 250.000 |
| HPLC             | ± 10 cm.    | ± 10.000         |

### Aantal effectieve theoretische schotels
Een toepassing van de schoteltheorie is het aantal effectieve theoretische schotels, Neff. Dit getal compenseert het feit dat bij een lage capaciteitsfactor, k', de resolutie slecht is.
{\displaystyle N_{eff}=N\cdot ({\frac {k'}{k'+1}})^{2}}

### Schotelhoogte
Omdat het schotelgetal afhankelijk is van de lengte van de kolom, is het lastig dit te vergelijken met kolommen van verschillende lengte. Hiervoor is de parameter Height Equivalent to a Theoretical Plate, HETP of simpelweg H bedacht. Dit is de ratio tussen de lengte van een kolom L en het schotelgetal:
{\displaystyle H={\frac {L}{N}}}
| Voorbeeld | Voorbeeld   | Voorbeeld        | Voorbeeld     |
| --- | ----------- | ---------------- | ------------- |
| Techniek | Kolomlengte | Schotelgetal     | Schotelhoogte |
| Gaschromatograaf | ± 25 m.     | 25.000 – 250.000 | 0,1 – 1,0 mm  |
| HPLC | ± 10 cm.    | ± 10.000         | ± 10 μm       |
| Aan de hand van de schotelhoogte zijn dus chromatografie-technieken met verschillende kolomlengtes vergelijkbaar. In dit voorbeeld is aan de hand van het schotelgetal niet te zien welke techniek nauwkeuriger is, maar aan de hand van de schotelhoogte wel. HPLC is dus 10 - 100 keer nauwkeuriger. |             |                  |               |

### Massa
Met deze theorie kan ook de massa per plaat, maar vooral ook de ratio van de massa in de mobiele en stationaire fase beschreven worden. De totale massa mT op moment I in plaat J is verdeeld in de massa in de stationaire fase mS en de massa in de mobiele fase mM. De massa in de stationaire fase bestaat uit de massa die zich op tijdstip I-1 in de stationaire fase van plaat J bevond: mS(I-1, J). De massa in de mobiele fase bestaat uit de massa die zich op tijdstip I-1 in de mobiele fase van plaat J-1 bevond: mM(I-1, J-1). Hieruit valt de volgende formule af te leiden.
{\displaystyle m_{T}(I,\,J)=m_{S}(I-1,\,J)+m_{M}(I-1,\,J-1)}
Verder kan de overgang van de mobiele fase in de stationaire fase of andersom berekend worden met de volgende formule.
{\displaystyle m_{S}=K\cdot m_{M}}